# Concursul Muzical Eurovision 2014
Concursul Muzical Eurovision 2014 a fost cea de-a 59-a ediție a Concursului Muzical Eurovision. Această ediție s-a desfășurat în Copenhaga, Danemarca, la B&W Hallerne, ca urmare a câștigării ediției precedente de către Emmelie de Forest cu piesa „Only Teardrops”. Aceasta este cea de-a treia ocazie cu care Danemarca găzduiește concursul, după 1964 și 2001.
Datele stabilite pentru cele două semifinale au fost 6 și 8 mai 2014, cu finala pe 10 mai 2014. Cele trei spectacole au fost prezentate de Lise Rønne, Nikolaj Koppel și Pilou Asbæk. A fost pentru prima oară când concursul este prezentat de un trio format din doi bărbați și o femeie.
Competiția a fost organizată de televiziunea daneză DR, care a desemnat-o pe Pernille Gaardbo drept producător executiv. Copenhaga, Fredericia, Herning, Horsens și Aalborg au participat la licitația pentru drepturile de organizare a competiției.
37 de țări și-au confirmat participarea la concurs. Portugalia a revenit în concurs după o pauză de un an, iar Polonia și-a anunțat întoarcerea după o pauză de 2 ani. Bulgaria, Ciprul, Croația și Serbia au decis să se retragă. De asemenea, Valentina Monetta a revenit pentru al treilea an consecutiv pentru a reprezenta San Marino.

## Sală
Pe 2 septembrie 2013, televiziunea daneză DR a anunțat că va organiza concursul la B&W Hallerne, pe Refshaleøen, o insulă din Copenhaga. Sloganul ediției este „#JoinUs” („Alătură-te nouă”). Locația este un fost port ce va fi reamenajat pentru a putea găzdui evenimentul, iar zona va fi transformată într-o „Insulă Eurovision” cu mai multe atracții.
Primarul Copenhagăi, Frank Jensen, a declarat la sfârșitul lui august 2013 că orașul va contribui la bugetul pentru organizare cu suma de 40 de milioane de coroane daneze (5,3 mil. euro).

### Licitație
5 orașe fuseseră luate în considerare ca potențiale orașe-gazdă ale concursului. Primele localități care și-au anunțat participarea la licitație au fost Copenhaga și Herning, mai târziu alăturându-li-se și Aalborg și Fredericia. Cel de-al cincilea oraș a fost Horsens, care a sugerat ca evenimentul să aibă loc într-un fost penitenciar transformat în sală de spectacole.
Pe data de 17 iunie 2013, autoritățile municipale din Aalborg au hotărât să nu mai liciteze pentru găzduirea evenimentului, deoarece hotelurile orașului nu dispun de o capacitate suficientă pentru cerințele evenimentului. Postul național din Danemarca, DR, a pus condiția ca orașul care va găzdui evenimentul să aibă mai mult de 3 000 de camere de hotel, în timp ce în Aalborg sunt doar 1 600.
Și Fredericia a ieșit din concurs, fiindcă sala nu corespundea cerințelor DR. Televiziunea dorea o sală de spectacole care să nu aibă coloane interioare care să îngreuneze vizibilitatea asupra scenei.
Pe 28 iunie, s-a anunțat că Stadionul Parken a ieșit de pe lista locațiilor candidate pentru găzduirea concursului din cauza faptului că mai multe meciuri de fotbal fuseseră programate să se desfășoare pe acesta în săptămânile de dinaintea concursului.
| Oraș       | Sală                       | Capacitate | Observații                                                                        |
| ---------- | -------------------------- | ---------- | --------------------------------------------------------------------------------- |
| Copenhaga  | Cort pe terenurile DR Byen | 10-15 000  | —                                                                                 |
| Copenhaga  | B&W Hallerne               | 10 000     | —                                                                                 |
| Copenhaga  | Stadionul Parken           | 50 000     | A găzduit Concursul Muzical Eurovision 2001. Retras pe 28 iunie 2013.             |
| Herning    | Jyske Bank Boxen           | 15 000     | A găzduit finala Dansk Melodi Grand Prix 2013.                                    |
| Horsens    | Horsens Statsfængsel       | 13 000     | —                                                                                 |
| Fredericia | MesseC                     | 8 000      | Retras pe 26 iunie 2013.                                                          |
| Aalborg    | Gigantium                  | 8 500      | A găzduit Dansk Melodi Grand Prix în 2006, 2010 și 2012. Retras pe 17 iunie 2013. |

## Format
Pe 20 septembrie 2013 au fost publicate regulile oficiale pentru concursul din 2014, care au introdus schimbări legate de votul juriilor naționale. Scopul noilor reguli este de a da dovadă de mai multă transparență prin publicarea numelor tuturor juraților pe 1 mai 2014 și a clasamentelor individuale ale acestora după terminarea concursului. De asemenea, o persoană nu poate juriza dacă a mai făcut parte dintr-un juriu în cele 2 ediții precedente. Producătorii vor decide din nou ordinea de intrare a participanților în concurs.

### Împărțirea țărilor în semifinale
Tragerea la sorți pentru împărțirea țărilor în semifinale a avut loc pe 20 ianuarie 2014 la primăria orașului Copenhaga și a fost realizată de Tine Gøtzsche și Ulla Essendrop.
Procedura a fost următoarea: țările participante, excluzând țările calificate automat în finală (Danemarca, Franța, Germania, Italia, Regatul Unit și Spania), sunt împărțite în 6 urne, pe baza obiceiurilor lor de votare în edițiile trecute ale concursului, după care sunt repartizate 16 țări în prima semifinală, din 6 mai 2014, iar celelalte 15, în cea de-a doua semifinală, din 8 mai 2014. De asemenea, se decide în care jumătate vor participa acestea și în care semifinală votează fiecare dintre țările calificate automat.
În practică, au existat 3 excepții datorită cărora 3 țări nu au fost, de fapt, introduse în vreuna dintre urne, ci repartizate separat, înaintea celorlalte:
- Israel: A fost repartizat în a doua semifinală, din cauza faptului că data primei semifinale coincide cu cea a unei sărbători naționale a Israelului.
- Norvegia: A fost repartizată în a doua semifinală cu câteva luni înainte de tragere la sorți, pentru a maximiza valabilitatea biletelor pentru vizitatorii din Norvegia și Suedia.
- Suedia: A fost repartizată în prima semifinală, pentru a exista suficiente bilete pentru vizitatorii venind din Norvegia și Suedia, țări foarte apropiate geografic de Danemarca.

Repartizarea în urne a fost următoarea:
| Urna 1                                                            | Urna 2                                              | Urna 3                                              | Urna 4                                                | Urna 5                                     | Urna 6                                             |
| ----------------------------------------------------------------- | --------------------------------------------------- | --------------------------------------------------- | ----------------------------------------------------- | ------------------------------------------ | -------------------------------------------------- |
| - Albania - Elveția - Muntenegru - Republica Macedonia - Slovenia | - Estonia - Finlanda - Islanda - Letonia - Lituania | - Azerbaidjan - Belarus - Georgia - Rusia - Ucraina | - Armenia - Belgia - Grecia - Irlanda - Țările de Jos | - Austria - Ungaria - Polonia - San Marino | - Malta - Portugalia - Republica Moldova - România |

## Țări participante
37 de țări și-au confirmat participarea la concurs.

### Semifinala 1
- Prima semifinală a avut loc pe 6 mai 2014.
- Danemarca, Franța și Spania votează în prima semifinală.
- Cele mai bine plasate 10 țări în funcție de scor se califică în finală.

|    | Țară              | Limbă         | Artist                 | Cântec                    | Traducere              | Loc | Puncte |
| -- | ----------------- | ------------- | ---------------------- | ------------------------- | ---------------------- | --- | ------ |
| 1  | Armenia           | engleză       | Aram Mp3               | „Not Alone”               | Nu este singur         | 4   | 121    |
| 2  | Letonia           | engleză       | Aarzemnieki            | „Cake to Bake”            | Un tort de copt        | 13  | 33     |
| 3  | Estonia           | engleză       | Tanja                  | „Amazing”                 | Uluitor                | 12  | 36     |
| 4  | Suedia            | engleză       | Sanna Nielsen          | „Undo”                    | Anulează               | 2   | 131    |
| 5  | Islanda           | engleză       | Pollapönk              | „No Prejudice”            | Fără prejudecăți       | 8   | 61     |
| 6  | Albania           | engleză       | Hersi Matmuja          | „One night's anger”       | Furia unei nopți       | 15  | 22     |
| 7  | Rusia             | engleză       | The Tomalchevy Twins   | „Shine"                   | Strălucește            | 6   | 63     |
| 8  | Azerbaidjan       | engleză       | Dilara Kazimova        | „Start a Fire”            | Aprinde un foc         | 9   | 57     |
| 9  | Ucraina           | engleză       | Maria Iaremciuk        | „Tick-Tock”               | Tic-tac                | 5   | 118    |
| 10 | Belgia            | engleză       | Axel Hirsoux           | „Mother”                  | Mamă                   | 14  | 28     |
| 11 | Republica Moldova | engleză       | Cristina Scarlat       | „Wild Soul”               | Suflet sălbatic        | 16  | 13     |
| 12 | San Marino        | engleză       | Valentina Monetta      | „Maybe”                   | Poate                  | 10  | 40     |
| 13 | Portugalia        | portugheză    | Suzy                   | „Quero ser tua”           | Vreau sa fiu a ta      | 11  | 39     |
| 14 | Țările de Jos     | engleză       | The Common Linnets     | „Calm After The Storm”    | Calmul de după furtună | 1   | 150    |
| 15 | Muntenegru        | muntenegreană | Sergej Ćetković        | „Moj svijet” (Мој свијет) | Lumea mea              | 7   | 63     |
| 16 | Ungaria           | engleză       | András Kállay-Saunders | „Running”                 | Alergând               | 3   | 127    |

### Semifinala 2
- Cea de-a doua semifinală va avea loc pe 8 mai 2014.
- Germania, Italia și Regatul Unit votează în a doua semifinală.
- Cele mai bine plasate 10 țări în funcție de scor se califică în finală.

|    | Țară                | Limbă             | Artist                         | Cântec                        | Traducere                 | Loc | Puncte |
| -- | ------------------- | ----------------- | ------------------------------ | ----------------------------- | ------------------------- | --- | ------ |
| 1  | Malta               | engleză           | Firelight                      | „Coming Home”                 | Venind acasă              | 9   | 63     |
| 2  | Israel              | ebraică, engleză  | Mei Finegold                   | „Same heart”                  | Aceeași inimă             | 14  | 19     |
| 3  | Norvegia            | engleză           | Carl Espen                     | „Silent Storm”                | Furtună silențioasă       | 6   | 77     |
| 4  | Georgia             | engleză           | The Shin și Mariko             | „Three Minutes to Earth”      | Trei minute pentru pământ | 15  | 15     |
| 5  | Polonia             | engleză, poloneză | Donatan și Cleo                | „My Słowianie (Slavic Girls)” | Noi, slavii (Fete slave)  | 8   | 70     |
| 6  | Austria             | engleză           | Conchita Wurst                 | „Rise Like a Phoenix”         | Ridică-te ca un Phoenix   | 1   | 169    |
| 7  | Lituania            | engleză           | Vilija Matačiūnaitė            | „Attention”                   | Atenție                   | 11  | 36     |
| 8  | Finlanda            | engleză           | Softengin                      | „Something Better”            | Ceva mai bun              | 3   | 97     |
| 9  | Irlanda             | engleză           | Can-Linn feat. Kasey Smith     | „Heartbeat”                   | Bătaia inimii             | 12  | 35     |
| 10 | Belarus             | engleză           | Teo                            | „Cheesecake”                  | Prăjitură cu brânză       | 5   | 87     |
| 11 | Republica Macedonia | engleză           | Tijana Dapčević                | „To the Sky”                  | Spre cer                  | 13  | 33     |
| 12 | Elveția             | engleză           | Sebalter                       | „Hunter of Stars”             | Vânător de stele          | 4   | 92     |
| 13 | Grecia              | engleză           | Freaky Fortune feat. Riskykidd | „Rise Up”                     | Ridică-te                 | 7   | 74     |
| 14 | Slovenia            | engleză, slovenă  | Tinkara Kovač                  | „Spet/Round and Round”        | Din nou/De jur împrejur   | 10  | 52     |
| 15 | România             | engleză           | Paula Seling și Ovi            | „Miracle”                     | Miracol                   | 2   | 125    |

### Finala
|    | Țară          | Limbă             | Artist                         | Cântec                        | Traducere                  | Loc | Puncte |
| -- | ------------- | ----------------- | ------------------------------ | ----------------------------- | -------------------------- | --- | ------ |
| 01 | Ucraina       | engleză           | Maria Iaremciuk                | „Tick-Tock”                   | Tic-tac                    | 6   | 113    |
| 02 | Belarus       | engleză           | Teo                            | „Cheesecake”                  | Prăjitură cu brânză        | 16  | 43     |
| 03 | Azerbaidjan   | engleză           | Dilara Kazimova                | „Start a Fire”                | Aprinde un foc             | 22  | 33     |
| 04 | Islanda       | engleză           | Pollapönk                      | „No Prejudice”                | Fără prejudecăți           | 15  | 58     |
| 05 | Norvegia      | engleză           | Carl Espen                     | „Silent Storm”                | Furtună silențioasă        | 8   | 88     |
| 06 | România       | engleză           | Paula Seling și Ovi            | „Miracle”                     | Miracol                    | 12  | 72     |
| 07 | Armenia       | engleză           | Aram Mp3                       | „Not alone”                   | Nu este singur             | 4   | 147    |
| 08 | Muntenegru    | muntenegreană     | Sergej Ćetković                | „Moj svijet” (Мој свијет)     | Lumea mea                  | 19  | 37     |
| 09 | Polonia       | engleză, poloneză | Donatan și Cleo                | „My Słowianie (Slavic Girls)” | Noi, slavii (Fete slave)   | 14  | 62     |
| 10 | Grecia        | engleză           | Freaky Fortune feat. Riskykidd | „Rise Up”                     | Ridică-te                  | 20  | 35     |
| 11 | Austria       | engleză           | Conchita Wurst                 | „Rise Like a Phoenix”         | Ridică-te ca un Phoenix    | 1   | 290    |
| 12 | Germania      | engleză           | Elaiza                         | „Is it right”                 | Este corect                | 18  | 39     |
| 13 | Suedia        | engleză           | Sanna Nielsen                  | „Undo”                        | Anulează                   | 3   | 218    |
| 14 | Franța        | franceză          | Twin Twin                      | „Moustache”                   | Mustață                    | 26  | 2      |
| 15 | Rusia         | engleză           | The Tomalchevy Twins           | „Shine”                       | Strălucește                | 7   | 89     |
| 16 | Italia        | italiană          | Emma Marrone                   | „La mia città”                | Orașul meu                 | 21  | 33     |
| 17 | Slovenia      | engleză, slovenă  | Tinkara Kovač                  | „Spet/Round and Round”        | Din nou/De jur împrejur    | 25  | 9      |
| 18 | Finlanda      | engleză           | Softengine                     | „Something Better”            | Ceva mai bun               | 11  | 72     |
| 19 | Spania        | engleză, spaniolă | Ruth Lorenzo                   | „Dancing in the Rain”         | Dansând în ploaie          | 10  | 74     |
| 20 | Elveția       | engleză           | Sebalter                       | „Hunter of Stars”             | Vânător de stele           | 13  | 64     |
| 21 | Ungaria       | engleză           | András Kállay-Saunders         | „Running”                     | Alergând                   | 5   | 143    |
| 22 | Malta         | engleză           | Firelight                      | „Coming Home”                 | Venind acasă               | 23  | 32     |
| 23 | Danemarca     | engleză           | Basim                          | „Cliche Love Song”            | Cântec de dragoste clișeic | 9   | 74     |
| 24 | Țările de Jos | engleză           | The Common Linnets             | „Calm After The Storm”        | Calmul de după furtună     | 2   | 238    |
| 25 | San Marino    | engleză           | Valentina Monetta              | „Maybe”                       | Poate                      | 24  | 14     |
| 26 | Regatul Unit  | engleză           | Molly Smitten-Downes           | „Children of the universe”    | Copiii universului         | 17  | 40     |

## Tabele

### Semifinala 1
| Semifinala 1 rezultate televot/juriu | Semifinala 1 rezultate televot/juriu | Semifinala 1 rezultate televot/juriu | Semifinala 1 rezultate televot/juriu | Semifinala 1 rezultate televot/juriu |
| Loc                                  | Televot                              | Puncte                               | Juriu                                | Puncte                               |
| ------------------------------------ | ------------------------------------ | ------------------------------------ | ------------------------------------ | ------------------------------------ |
| 1                                    | Țările de Jos                        | 132                                  | Țările de Jos                        | 130                                  |
| 2                                    | Suedia                               | 129                                  | Armenia                              | 106                                  |
| 3                                    | Ungaria                              | 126                                  | Suedia                               | 104                                  |
| 4                                    | Ucraina                              | 98                                   | Ungaria                              | 103                                  |
| 5                                    | Armenia                              | 92                                   | Ucraina                              | 98                                   |
| 6                                    | Portugalia                           | 65                                   | Islanda                              | 72                                   |
| 7                                    | Rusia                                | 60                                   | Estonia                              | 70                                   |
| 8                                    | San Marino                           | 51                                   | Azerbaidjan                          | 67                                   |
| 9                                    | Islanda                              | 49                                   | Muntenegru                           | 64                                   |
| 10                                   | Letonia                              | 41                                   | Rusia                                | 60                                   |
| 11                                   | Belgia                               | 33                                   | Albania                              | 57                                   |
| 12                                   | Muntenegru                           | 28                                   | Letonia                              | 28                                   |
| 13                                   | Estonia                              | 27                                   | Belgia                               | 26                                   |
| 14                                   | Azerbaidjan                          | 18                                   | San Marino                           | 25                                   |
| 15                                   | Albania                              | 11                                   | Moldova                              | 24                                   |
| 16                                   | Moldova                              | 5                                    | Portugalia                           | 22                                   |

| Procedura de vot folosită: 50% Juriu și televot 100% Vot al juriului | Procedura de vot folosită: 50% Juriu și televot 100% Vot al juriului | Rezultatele votului | Rezultatele votului | Rezultatele votului | Rezultatele votului | Rezultatele votului | Rezultatele votului | Rezultatele votului | Rezultatele votului | Rezultatele votului | Rezultatele votului | Rezultatele votului | Rezultatele votului | Rezultatele votului | Rezultatele votului | Rezultatele votului | Rezultatele votului | Rezultatele votului | Rezultatele votului | Rezultatele votului | Rezultatele votului |
| Procedura de vot folosită: 50% Juriu și televot 100% Vot al juriului | Procedura de vot folosită: 50% Juriu și televot 100% Vot al juriului | Total Score         | Armenia             | Letonia             | Estonia             | Suedia              | Islanda             | Albania             | Rusia               | Azerbaidjan         | Ucraina             | Belgia              | Republica Moldova   | San Marino          | Portugalia          | Ţările de Jos       | Muntenegru          | Ungaria             | Danemarca           | Franța              | Spania              |
|                                                                      | Armenia                                                              | 121                 |                     | 6                   | 5                   | 8                   | 3                   | 5                   | 12                  |                     | 12                  | 3                   | 10                  |                     | 4                   | 12                  | 10                  | 8                   | 5                   | 12                  | 6                   |
| Letonia                                                              | 33                                                                   |                     |                     | 6                   | 1                   | 6                   |                     |                     | 7                   |                     | 5                   |                     | 2                   | 3                   |                     |                     | 2                   | 1                   |                     |                     |                     |
| Estonia                                                              | 36                                                                   | 5                   | 10                  |                     | 5                   | 5                   |                     |                     | 5                   |                     |                     |                     |                     |                     |                     |                     |                     |                     | 4                   | 2                   |                     |
| Suedia                                                               | 131                                                                  | 4                   | 8                   | 7                   |                     | 10                  | 6                   | 6                   |                     | 10                  | 8                   | 10                  | 3                   | 8                   | 8                   | 5                   | 10                  | 10                  | 6                   | 12                  |                     |
| Islanda                                                              | 61                                                                   |                     | 5                   | 2                   | 7                   |                     |                     |                     |                     | 3                   | 4                   |                     | 7                   | 1                   | 7                   |                     | 6                   | 8                   | 8                   | 3                   |                     |
| Albania                                                              | 22                                                                   |                     |                     |                     |                     |                     |                     |                     |                     |                     | 2                   |                     | 5                   |                     | 1                   | 12                  |                     | 2                   |                     |                     |                     |
| Rusia                                                                | 63                                                                   | 7                   | 4                   | 1                   | 2                   | 2                   |                     |                     | 10                  | 6                   | 1                   | 12                  |                     | 5                   |                     | 4                   | 5                   | 4                   |                     |                     |                     |
| Azerbaidjan                                                          | 57                                                                   |                     | 2                   | 4                   |                     | 1                   | 7                   | 10                  |                     | 5                   |                     | 6                   | 6                   | 2                   | 4                   | 7                   | 1                   |                     | 2                   |                     |                     |
| Ucraina                                                              | 118                                                                  | 12                  | 7                   | 10                  | 6                   | 7                   | 3                   | 7                   | 12                  |                     | 7                   | 8                   | 4                   | 7                   | 5                   | 8                   | 3                   | 7                   |                     | 5                   |                     |
| Belgia                                                               | 28                                                                   | 6                   |                     |                     |                     |                     |                     | 4                   | 4                   |                     |                     | 7                   | 1                   |                     | 3                   | 2                   |                     |                     | 1                   |                     |                     |
| Republica Moldova                                                    | 13                                                                   |                     |                     |                     |                     |                     | 4                   | 1                   |                     | 2                   |                     |                     |                     |                     |                     | 6                   |                     |                     |                     |                     |                     |
| San Marino                                                           | 40                                                                   | 2                   | 1                   | 3                   |                     | 4                   | 8                   | 3                   | 6                   | 4                   |                     | 1                   |                     |                     |                     |                     | 7                   |                     |                     | 1                   |                     |
| Portugalia                                                           | 39                                                                   | 3                   |                     |                     | 4                   |                     | 1                   |                     | 1                   |                     | 6                   | 3                   |                     |                     | 2                   | 3                   |                     | 3                   | 5                   | 8                   |                     |
| Țările de Jos                                                        | 150                                                                  | 10                  | 12                  | 12                  | 12                  | 12                  | 2                   | 2                   | 3                   | 7                   | 10                  | 2                   | 12                  | 12                  |                     | 1                   | 12                  | 12                  | 10                  | 7                   |                     |
| Muntenegru                                                           | 63                                                                   | 8                   |                     |                     | 3                   |                     | 12                  | 5                   | 2                   | 1                   |                     | 5                   |                     | 6                   | 6                   |                     | 4                   |                     | 7                   | 4                   |                     |
| Ungaria                                                              | 127                                                                  | 1                   | 3                   | 8                   | 10                  | 8                   | 10                  | 8                   | 8                   | 8                   | 12                  | 4                   | 8                   | 10                  | 10                  |                     |                     | 6                   | 3                   | 10                  |                     |

#### 12 puncte
Mai jos se găsește un sumar al tuturor celor 12 puncte maxime acordate în prima semifinală:
| Nr. | Pentru        | De la                                                                         |
| --- | ------------- | ----------------------------------------------------------------------------- |
| 8   | Țările de Jos | Danemarca, Estonia, Islanda, Letonia, Portugalia, San Marino, Suedia, Ungaria |
| 4   | Armenia       | Franța, Rusia, Țările de Jos, Ucraina                                         |
| 2   | Ucraina       | Armenia, Azerbaidjan                                                          |
| 1   | Suedia        | Spania                                                                        |
| 1   | Albania       | Muntenegru                                                                    |
| 1   | Rusia         | Republica Moldova                                                             |
| 1   | Muntenegru    | Albania                                                                       |
| 1   | Ungaria       | Belgia                                                                        |

### Semifinala 2
| Semifinala 2 Rezultate juriu/televot | Semifinala 2 Rezultate juriu/televot | Semifinala 2 Rezultate juriu/televot | Semifinala 2 Rezultate juriu/televot | Semifinala 2 Rezultate juriu/televot |
| Locul                                | Televoting                           | Puncte                               | Juriu                                | Puncte                               |
| ------------------------------------ | ------------------------------------ | ------------------------------------ | ------------------------------------ | ------------------------------------ |
| 1                                    | Austria                              | 155                                  | Austria                              | 138                                  |
| 2                                    | România                              | 120                                  | Malta                                | 113                                  |
| 3                                    | Polonia                              | 115                                  | Finlanda                             | 111                                  |
| 4                                    | Elveția                              | 98                                   | Norvegia                             | 100                                  |
| 5                                    | Grecia                               | 88                                   | România                              | 99                                   |
| 6                                    | Belarus                              | 74                                   | Belarus                              | 70                                   |
| 7                                    | Finlanda                             | 63                                   | Macedonia                            | 67                                   |
| 8                                    | Norvegia                             | 50                                   | Slovenia                             | 63                                   |
| 9                                    | Irlanda                              | 48                                   | Elveția                              | 57                                   |
| 10                                   | Slovenia                             | 44                                   | Grecia                               | 49                                   |
| 11                                   | Lituania                             | 38                                   | Polonia                              | 44                                   |
| 12                                   | Malta                                | 28                                   | Lituania                             | 41                                   |
| 13                                   | Israel                               | 26                                   | Georgia                              | 33                                   |
| 14                                   | Macedonia                            | 26                                   | Israel                               | 32                                   |
| 15                                   | Georgia                              | 15                                   | Irlanda                              | 27                                   |

| Procedura de votare: 50% Juriu și Televot 100% Vot al juriului | Procedura de votare: 50% Juriu și Televot 100% Vot al juriului | Rezultatele votului | Rezultatele votului | Rezultatele votului | Rezultatele votului | Rezultatele votului | Rezultatele votului | Rezultatele votului | Rezultatele votului | Rezultatele votului | Rezultatele votului | Rezultatele votului | Rezultatele votului | Rezultatele votului | Rezultatele votului | Rezultatele votului | Rezultatele votului | Rezultatele votului | Rezultatele votului | Rezultatele votului | Rezultatele votului |
| Procedura de votare: 50% Juriu și Televot 100% Vot al juriului | Procedura de votare: 50% Juriu și Televot 100% Vot al juriului |                     | Malta               | Israel              | Norvegia            | Georgia             | Polonia             | Austria             | Lituania            | Finlanda            | Irlanda             | Belarus             | Republica Macedonia | Elveția             | Grecia              | Slovenia            | România             | Germania            | Italia              | Regatul Unit        |                     |
|                                                                | Malta                                                          | 63                  |                     |                     | 2                   | 8                   | 4                   | 1                   | 1                   | 5                   | 3                   | 4                   | 12                  | 5                   |                     |                     | 3                   | 3                   | 5                   | 7                   |                     |
| Israel                                                         | 19                                                             |                     |                     |                     |                     |                     |                     |                     | 3                   |                     | 2                   | 5                   |                     | 6                   |                     | 1                   | 2                   |                     |                     |                     |                     |
| Norvegia                                                       | 77                                                             | 7                   |                     |                     | 5                   | 6                   | 5                   | 8                   | 10                  | 8                   |                     | 4                   | 2                   | 7                   | 4                   | 4                   | 7                   |                     |                     |                     |                     |
| Georgia                                                        | 15                                                             | 2                   |                     |                     |                     |                     |                     | 6                   |                     |                     | 5                   |                     |                     | 1                   |                     |                     | 1                   |                     |                     |                     |                     |
| Polonia                                                        | 70                                                             | 1                   | 4                   | 7                   |                     |                     | 2                   | 4                   |                     | 2                   | 10                  | 3                   | 3                   | 3                   | 5                   |                     | 12                  | 10                  | 4                   |                     |                     |
| Austria                                                        | 169                                                            | 10                  | 10                  | 8                   | 10                  | 10                  |                     | 10                  | 12                  | 12                  | 7                   | 6                   | 12                  | 12                  | 10                  | 12                  | 4                   | 12                  | 12                  |                     |                     |
| Lituania                                                       | 36                                                             |                     |                     | 5                   | 7                   | 2                   |                     |                     |                     | 5                   | 6                   |                     |                     |                     |                     |                     |                     | 1                   | 10                  |                     |                     |
| Finlanda                                                       | 97                                                             |                     | 3                   | 12                  | 1                   | 8                   | 8                   | 5                   |                     | 10                  |                     | 10                  | 8                   | 4                   | 2                   | 5                   | 5                   | 8                   | 8                   |                     |                     |
| Irlanda                                                        | 35                                                             | 4                   | 1                   | 3                   |                     | 5                   | 4                   |                     |                     |                     |                     | 7                   | 1                   | 2                   | 1                   | 2                   |                     |                     | 5                   |                     |                     |
| Belarus                                                        | 87                                                             | 6                   | 7                   | 1                   | 12                  | 7                   | 10                  | 12                  | 7                   | 1                   |                     | 2                   |                     | 8                   | 6                   | 8                   |                     |                     |                     |                     |                     |
| Macedonia                                                      | 33                                                             | 3                   | 2                   |                     | 2                   |                     |                     |                     | 1                   |                     | 1                   |                     | 10                  |                     | 12                  |                     |                     | 2                   |                     |                     |                     |
| Elveția                                                        | 92                                                             | 5                   | 5                   |                     |                     | 12                  | 6                   | 7                   | 8                   | 6                   | 3                   | 1                   |                     | 5                   | 8                   | 10                  | 10                  | 3                   | 3                   |                     |                     |
| Grecia                                                         | 74                                                             | 8                   | 6                   | 6                   | 3                   | 1                   | 3                   |                     | 4                   | 4                   | 12                  |                     | 4                   |                     | 3                   | 7                   | 6                   | 6                   | 1                   |                     |                     |
| Slovenia                                                       | 52                                                             |                     | 8                   | 4                   | 4                   | 3                   | 7                   | 3                   | 2                   |                     |                     |                     | 6                   |                     |                     | 6                   |                     | 7                   | 2                   |                     |                     |
| România                                                        | 125                                                            | 12                  | 12                  | 10                  | 6                   |                     | 12                  | 2                   | 6                   | 7                   | 8                   | 8                   | 7                   | 10                  | 7                   |                     | 8                   | 4                   | 6                   |                     |                     |

#### 12 puncte
Mai jos se găsește un sumar al tuturor celor 12 puncte maxime acordate în a doua semifinală:
| Nr. | Pentru              | De la                                                             |
| --- | ------------------- | ----------------------------------------------------------------- |
| 7   | Austria             | Finlanda, Grecia, Irlanda, Italia, România, Elveția, Regatul Unit |
| 3   | România             | Austria, Israel, Malta                                            |
| 2   | Belarus             | Georgia, Lituania                                                 |
| 1   | Malta               | Republica Macedonia                                               |
| 1   | Polonia             | Germania                                                          |
| 1   | Finlanda            | Norvegia                                                          |
| 1   | Republica Macedonia | Slovenia                                                          |
| 1   | Elveția             | Polonia                                                           |
| 1   | Grecia              | Belarus                                                           |

### Finală
| Finală rezultate televot/juriu | Finală rezultate televot/juriu | Finală rezultate televot/juriu | Finală rezultate televot/juriu | Finală rezultate televot/juriu |
| Loc                            | Televot                        | Puncte                         | Juriu                          | Puncte                         |
| ------------------------------ | ------------------------------ | ------------------------------ | ------------------------------ | ------------------------------ |
| 1                              | Austria                        | 311                            | Austria                        | 224                            |
| 2                              | Țările de Jos                  | 222                            | Țările de Jos                  | 203                            |
| 3                              | Armenia                        | 193                            | Suedia                         | 201                            |
| 4                              | Suedia                         | 190                            | Ungaria                        | 138                            |
| 5                              | Polonia                        | 162                            | Armenia                        | 125                            |
| 6                              | Rusia                          | 132                            | Malta                          | 119                            |
| 7                              | Elveția                        | 114                            | Finlanda                       | 114                            |
| 8                              | Ucraina                        | 112                            | Azerbaidjan                    | 108                            |
| 9                              | România                        | 103                            | Norvegia                       | 102                            |
| 10                             | Ungaria                        | 98                             | Danemarca                      | 85                             |
| 11                             | Belarus                        | 56                             | Spania                         | 83                             |
| 12                             | Islanda                        | 46                             | Ucraina                        | 78                             |
| 13                             | Danemarca                      | 43                             | Rusia                          | 70                             |
| 14                             | Grecia                         | 43                             | Germania                       | 61                             |
| 15                             | Spania                         | 41                             | Islanda                        | 59                             |
| 16                             | Norvegia                       | 39                             | Regatul Unit                   | 52                             |
| 17                             | Finlanda                       | 39                             | România                        | 51                             |
| 18                             | Muntenegru                     | 33                             | Belarus                        | 50                             |
| 19                             | Italia                         | 32                             | Grecia                         | 49                             |
| 20                             | Germania                       | 31                             | Muntenegru                     | 48                             |
| 21                             | Regatul Unit                   | 29                             | Italia                         | 37                             |
| 22                             | Azerbaidjan                    | 26                             | Elveția                        | 27                             |
| 23                             | San Marino                     | 18                             | Polonia                        | 23                             |
| 24                             | Malta                          | 17                             | Slovenia                       | 21                             |
| 25                             | Slovenia                       | 15                             | San Marino                     | 16                             |
| 26                             | Franța                         | 1                              | Franța                         | 5                              |

| Procedura de vot folosită: 50% Juriu & televot 100% Vot al juriului 100% Televot   | Procedura de vot folosită: 50% Juriu & televot 100% Vot al juriului 100% Televot | Rezultatele votului | Rezultatele votului | Rezultatele votului | Rezultatele votului | Rezultatele votului | Rezultatele votului | Rezultatele votului | Rezultatele votului | Rezultatele votului | Rezultatele votului | Rezultatele votului | Rezultatele votului | Rezultatele votului | Rezultatele votului | Rezultatele votului | Rezultatele votului | Rezultatele votului | Rezultatele votului | Rezultatele votului | Rezultatele votului | Rezultatele votului | Rezultatele votului | Rezultatele votului | Rezultatele votului | Rezultatele votului | Rezultatele votului | Rezultatele votului | Rezultatele votului | Rezultatele votului | Rezultatele votului | Rezultatele votului | Rezultatele votului | Rezultatele votului | Rezultatele votului | Rezultatele votului | Rezultatele votului | Rezultatele votului | Rezultatele votului |
| Procedura de vot folosită: 50% Juriu & televot 100% Vot al juriului 100% Televot   | Procedura de vot folosită: 50% Juriu & televot 100% Vot al juriului 100% Televot |                     | Ucraina             | Belarus             | Azerbaidjan         | Islanda             | Norvegia            | România             | Armenia             | Muntenegru          | Polonia             | Grecia              | Austria             | Germania            | Suedia              | Franța              | Rusia               | Italia              | Slovenia            | Finlanda            | Spania              | Elveția             | Ungaria             | Malta               | Danemarca           | Ţările de Jos       | San Marino          | Regatul Unit        | Letonia             | Estonia             | Albania             | Belgia              | Republica Moldova   | Portugalia          | Israel              | Georgia             | Lituania            | Irlanda             | Republica Macedonia |
|                                                                                    | Ucraina                                                                          | 113                 |                     | 8                   | 10                  |                     |                     |                     |                     | 7                   | 5                   | 5                   | 5                   |                     |                     |                     | 7                   | 10                  |                     | 2                   | 6                   |                     | 2                   |                     | 1                   |                     |                     |                     | 7                   | 8                   |                     | 4                   | 10                  |                     | 5                   | 6                   | 5                   |                     |                     |
| Belarus                                                                            | 43                                                                               | 6                   |                     | 7                   |                     |                     |                     | 8                   | 1                   |                     |                     |                     |                     |                     |                     | 12                  |                     |                     |                     |                     |                     |                     |                     |                     |                     |                     |                     |                     |                     |                     |                     | 5                   |                     | 1                   |                     | 3                   |                     |                     |                     |
| Azerbaidjan                                                                        | 33                                                                               | 1                   | 3                   |                     |                     |                     |                     |                     |                     |                     |                     |                     |                     |                     |                     | 10                  |                     |                     |                     |                     |                     |                     |                     |                     |                     | 12                  |                     |                     |                     |                     |                     |                     |                     |                     | 7                   |                     |                     |                     |                     |
| Islanda                                                                            | 58                                                                               |                     |                     |                     |                     | 6                   |                     |                     |                     |                     |                     | 2                   | 2                   | 4                   | 7                   | 1                   | 7                   |                     |                     | 1                   |                     | 5                   |                     | 5                   | 6                   | 8                   | 4                   |                     |                     |                     |                     |                     |                     |                     |                     |                     |                     |                     |                     |
| Norvegia                                                                           | 88                                                                               |                     | 4                   |                     | 1                   |                     | 1                   |                     |                     | 7                   | 3                   | 1                   | 5                   | 3                   | 2                   |                     |                     | 5                   | 7                   |                     | 5                   |                     | 2                   | 6                   | 10                  |                     |                     | 5                   | 3                   |                     |                     |                     | 3                   |                     |                     | 8                   | 7                   |                     |                     |
| România                                                                            | 72                                                                               |                     | 1                   | 6                   |                     | 4                   |                     |                     |                     |                     |                     | 8                   |                     |                     |                     |                     | 5                   |                     |                     | 8                   |                     |                     | 8                   |                     |                     |                     |                     |                     |                     |                     | 5                   | 12                  | 1                   | 8                   |                     |                     | 2                   | 4                   |                     |
|                                                                                    |                                                                                  |                     |                     |                     |                     |                     |                     |                     |                     |                     |                     |                     |                     |                     |                     |                     |                     |                     |                     |                     |                     |                     |                     |                     |                     |                     |                     |                     |                     |                     |                     |                     |                     |                     |                     |                     |                     |                     |                     |
| Armenia                                                                            | 174                                                                              | 10                  | 10                  |                     | 2                   |                     | 7                   |                     | 10                  | 1                   | 7                   | 12                  | 6                   | 5                   | 12                  | 8                   |                     |                     | 4                   | 4                   |                     | 7                   | 6                   | 2                   | 7                   | 6                   |                     | 10                  | 5                   |                     |                     | 3                   | 4                   | 6                   | 12                  |                     |                     | 8                   |                     |
| Muntenegru                                                                         | 37                                                                               |                     |                     |                     |                     |                     |                     | 12                  |                     |                     |                     |                     |                     |                     |                     |                     |                     | 7                   |                     |                     |                     |                     |                     |                     |                     |                     |                     |                     |                     | 6                   |                     |                     |                     |                     |                     |                     |                     | 12                  |                     |
| Polonia                                                                            | 62                                                                               | 7                   | 7                   | 2                   | 3                   | 2                   |                     |                     | 4                   |                     | 1                   |                     | 10                  | 2                   | 5                   |                     | 8                   | 1                   |                     |                     |                     | 3                   |                     |                     |                     |                     |                     |                     |                     |                     |                     | 2                   |                     |                     |                     |                     |                     | 5                   |                     |
| Grecia                                                                             | 35                                                                               |                     | 6                   | 4                   |                     |                     |                     | 7                   |                     |                     |                     |                     |                     |                     |                     | 4                   | 3                   |                     |                     |                     |                     |                     | 1                   |                     |                     |                     | 2                   |                     |                     | 2                   |                     |                     |                     | 2                   | 4                   |                     |                     |                     |                     |
| Austria                                                                            | 290                                                                              | 8                   |                     | 1                   | 10                  | 10                  | 8                   |                     | 2                   |                     | 12                  |                     | 7                   | 12                  | 10                  | 5                   | 12                  | 12                  | 12                  | 12                  | 12                  | 10                  | 10                  | 8                   | 12                  |                     | 12                  | 6                   | 4                   | 5                   | 12                  | 7                   | 12                  | 12                  | 10                  | 10                  | 12                  | 3                   |                     |
| Germania                                                                           | 39                                                                               | 5                   |                     |                     |                     |                     | 2                   | 6                   |                     | 8                   |                     |                     |                     |                     |                     |                     |                     | 2                   |                     |                     | 7                   |                     |                     |                     |                     |                     |                     |                     |                     | 4                   |                     |                     |                     |                     | 5                   |                     |                     |                     |                     |
| Suedia                                                                             | 218                                                                              | 12                  |                     |                     | 7                   | 8                   | 12                  |                     | 3                   | 4                   | 2                   | 6                   |                     |                     | 4                   | 2                   |                     | 8                   | 10                  | 10                  | 6                   | 8                   | 7                   | 12                  | 8                   | 10                  | 7                   | 8                   | 10                  | 7                   | 10                  | 6                   | 8                   | 10                  | 2                   | 7                   | 4                   |                     |                     |
|                                                                                    |                                                                                  |                     |                     |                     |                     |                     |                     |                     |                     |                     |                     |                     |                     |                     |                     |                     |                     |                     |                     |                     |                     |                     |                     |                     |                     |                     |                     |                     |                     |                     |                     |                     |                     |                     |                     |                     |                     |                     |                     |
| Franța                                                                             | 2                                                                                |                     |                     |                     |                     |                     |                     |                     |                     |                     |                     |                     |                     | 1                   |                     |                     |                     |                     | 1                   |                     |                     |                     |                     |                     |                     |                     |                     |                     |                     |                     |                     |                     |                     |                     |                     |                     |                     |                     |                     |
| Rusia                                                                              | 89                                                                               | 4                   | 12                  | 12                  |                     |                     |                     | 10                  |                     |                     | 10                  |                     |                     |                     |                     |                     |                     |                     |                     |                     |                     |                     | 5                   |                     |                     |                     |                     | 2                   | 1                   |                     |                     | 8                   | 2                   | 3                   | 8                   | 6                   |                     | 6                   |                     |
| Italia                                                                             | 33                                                                               |                     |                     |                     |                     |                     |                     |                     | 6                   |                     |                     |                     |                     |                     | 1                   |                     |                     |                     |                     |                     | 2                   |                     | 12                  |                     |                     |                     |                     |                     |                     | 10                  |                     |                     |                     |                     |                     |                     |                     | 2                   |                     |
| Slovenia                                                                           | 9                                                                                |                     |                     |                     |                     |                     |                     |                     | 8                   |                     |                     |                     |                     |                     |                     |                     |                     |                     |                     |                     |                     |                     |                     |                     |                     |                     |                     |                     |                     |                     |                     |                     |                     |                     |                     |                     |                     | 1                   |                     |
| Finlanda                                                                           | 72                                                                               |                     |                     |                     | 5                   | 7                   |                     |                     |                     | 3                   |                     | 4                   | 4                   | 6                   |                     |                     | 6                   |                     |                     |                     | 4                   | 6                   |                     | 4                   | 2                   | 3                   | 6                   | 3                   | 6                   |                     | 3                   |                     |                     |                     |                     |                     |                     |                     |                     |
| Spania                                                                             | 74                                                                               | 2                   |                     |                     |                     | 5                   | 5                   | 2                   |                     | 2                   |                     |                     | 1                   |                     | 6                   |                     |                     | 4                   |                     |                     | 8                   |                     |                     |                     |                     |                     | 5                   | 4                   | 2                   | 12                  | 2                   |                     |                     | 4                   |                     | 4                   | 6                   |                     |                     |
|                                                                                    |                                                                                  |                     |                     |                     |                     |                     |                     |                     |                     |                     |                     |                     |                     |                     |                     |                     |                     |                     |                     |                     |                     |                     |                     |                     |                     |                     |                     |                     |                     |                     |                     |                     |                     |                     |                     |                     |                     |                     |                     |
| Elveția                                                                            | 64                                                                               |                     |                     |                     |                     |                     | 6                   | 5                   | 5                   | 10                  | 4                   | 3                   | 3                   |                     |                     |                     | 2                   | 3                   |                     |                     |                     | 1                   | 3                   |                     | 3                   |                     | 1                   |                     |                     |                     |                     |                     | 7                   |                     | 1                   | 2                   | 5                   |                     |                     |
| Ungaria                                                                            | 143                                                                              | 3                   | 5                   | 8                   | 6                   |                     | 10                  |                     | 12                  |                     | 6                   | 7                   |                     | 7                   |                     | 6                   |                     |                     | 5                   | 2                   | 1                   |                     |                     | 3                   | 4                   | 7                   |                     | 1                   | 7                   | 8                   | 7                   | 4                   | 6                   | 7                   |                     |                     | 1                   | 10                  |                     |
| Malta                                                                              | 32                                                                               |                     |                     | 5                   |                     |                     |                     |                     |                     |                     |                     |                     |                     |                     |                     |                     | 1                   |                     | 3                   |                     |                     |                     |                     |                     | 5                   | 4                   | 10                  |                     |                     | 1                   |                     |                     |                     |                     |                     |                     | 3                   |                     |                     |
| Danemarca                                                                          | 74                                                                               |                     |                     |                     | 8                   | 1                   | 4                   | 1                   |                     | 6                   |                     |                     | 8                   | 8                   | 3                   |                     |                     | 6                   | 6                   | 3                   | 3                   |                     |                     |                     | 1                   | 1                   | 3                   |                     |                     |                     | 6                   |                     | 5                   |                     |                     | 1                   |                     |                     |                     |
| Țările de Jos                                                                      | 238                                                                              |                     | 2                   |                     | 12                  | 12                  | 3                   | 4                   |                     | 12                  | 8                   | 10                  | 12                  | 10                  | 8                   | 3                   | 4                   | 10                  | 8                   | 7                   | 10                  | 12                  |                     | 10                  |                     | 2                   | 8                   | 12                  | 12                  |                     | 8                   |                     | 10                  |                     |                     | 12                  | 10                  | 7                   |                     |
| San Marino                                                                         | 14                                                                               |                     |                     | 3                   |                     |                     |                     | 3                   |                     |                     |                     |                     |                     |                     |                     |                     |                     |                     |                     |                     |                     | 4                   |                     |                     |                     |                     |                     |                     |                     | 3                   |                     | 1                   |                     |                     |                     |                     |                     |                     |                     |
| Regatul Unit                                                                       | 40                                                                               |                     |                     |                     | 4                   | 3                   |                     |                     |                     |                     |                     |                     |                     |                     |                     |                     |                     |                     |                     | 5                   |                     |                     | 4                   | 7                   |                     | 5                   |                     |                     |                     |                     | 1                   |                     |                     |                     | 3                   |                     | 8                   |                     |                     |
| Acest tabel este ordonat după ordinea din finală, apoi după ordinea în semifinale. |                                                                                  |                     |                     |                     |                     |                     |                     |                     |                     |                     |                     |                     |                     |                     |                     |                     |                     |                     |                     |                     |                     |                     |                     |                     |                     |                     |                     |                     |                     |                     |                     |                     |                     |                     |                     |                     |                     |                     |                     |

#### 12 puncte
Mai jos se găsește un sumar al tuturor celor 12 puncte maxime acordate în marea finală:
| Nr. | Pentru        | De la |
| --- | ------------- | --- |
| 13  | Austria       | Belgia, Finlanda, Grecia, Irlanda, Israel, Italia, Țările de Jos, Portugalia, Slovenia, Spania, Suedia, Elveția, Regatul Unit |
| 8   | Țările de Jos | Estonia, Germania, Ungaria, Islanda, Letonia, Lituania, Norvegia, Polonia                                                     |
| 3   | Suedia        | Danemarca, România, Ucraina                                                                                                   |
| 3   | Armenia       | Austria, Franța, Georgia |
| 2   | Muntenegru    | Armenia, Republica Macedonia                                                                                                  |
| 2   | Rusia         | Azerbaidjan, Belarus |
| 1   | Italia        | Malta |
| 1   | Azerbaidjan   | San Marino |
| 1   | Belarus       | Rusia |
| 1   | România       | Republica Moldova |
| 1   | Spania        | Albania |
| 1   | Ungaria       | Muntenegru |

## Artiști care revin
| Artist              | Țară       | Ani precedenți | Loc obținut |
| ------------------- | ---------- | -------------- | ----------- |
| Valentina Monetta   | San Marino | 2012           | 14SF        |
| Valentina Monetta   | San Marino | 2013           | 11SF        |
| Paula Seling și Ovi | România    | 2010           | 3           |

## Țări care nu vor participa la Eurovision în 2014
| Țara                  | Data anunțării neparticipării | Motivul |
| --------------------- | ----------------------------- | --- |
| Andorra               | 6 septembrie 2013             | Postul public de televiziune RTVA a anunțat cǎ Andorra nu va participa la Eurovision în 2014 din cauza problemelor financiare. |
| Bosnia și Herțegovina | 18 decembrie 2013             | Chiar dacă inițial, postul public de televiziune, BHRT s-a înscris în concurs, pe 18 decembrie acesta s-a retras din cauză că nu a fost găsit niciun sponsor. |
| Bulgaria              | 22 noiembrie 2013             | Televiziunea publică a hotărât să se retragă din concurs din cauza problemelor financiare. |
| Cipru                 | 3 octombrie 2013              | Postul CyBC și-a anunțat retragerea din concursul organizat în 2014 din cauza crizei financiare și a restricțiilor bugetare din Cipru. |
| Croația               | 19 septembrie 2013            | CRT a anunțat la data de 19 septembrie 2013 că nu va participa în 2014 invocând probleme financiare. Decizia privind retragerea din competiție a fost influențată și de rezultatele proaste pe care Croația le-a obținut în ultimii ani la Concursul Muzical Eurovision. |
| Luxemburg             | 24 iulie 2013                 | RTL a anunțat că Luxemburg nu va reveni în 2014. |
| Monaco                | 17 septembrie 2013            | Postul de televiziune TMC a anunțat că Monaco nu va participa la Eurovision în 2014. |
| Maroc                 | 11 septembrie 2013            | SNRT a informat esctoday.com că nu va reveni în 2014 la Eurovision. |
| Cehia                 | 30 septembrie 2013            | Televiziunea cehă, Česká televize (ČT), a declarat că nu va participa în 2014 din cauza rezultatelor nesatisfăcătoare pe care țara le-a obținut la concurs în ultimii ani în care a participat, dar și din cauza cifrelor mici de audiență. |
| Serbia                | 22 noiembrie 2013             | După multe întâlniri și dezbateri a fost hotărât ca Serbia să nu participe în 2014 deoarece nu s-a putut găsi un sponsor iar postul public RTR nu are fondurile necesare. |
| Slovacia              | 9 septembrie 2013             | Postul public din Slovacia, RTVS, a anunțat pe pagina de Twitter că nu va reveni la Concursul Muzical Eurovision în 2014. |
| Turcia                | 7 noiembrie 2013              | Pe 14 septembrie 2013, directorul general al TRT, İbrahim Şahin, a declarat că postul nu plănuiește să revină în concurs sub actualele condiții. Nemulțumirile legate de sistemul hibrid de votare și de statutul curent al grupului „Marilor Cinci” au fost din nou menționate de TRT ca motive pentru luarea acestei decizii. La data de 7 noiembrie 2013, TRT a confirmat pentru esctoday.com faptul că Turcia nu va reveni în 2014. |

## Alte țări
- Kazahstan: Kazahstanul este în negocieri pentru a adera la Uniunea Europeană de Radio-Televiziune. Totuși, Kazahstanul se află în afara Suprafeței Europene de Radiodifuziune, ceea ce înseamnă că națiunea trebuie să se alăture Consiliului Europei pentru a putea deveni membră EBU.[49][50]
- Kosovo: Ministrul Adjunct al Afacerilor Externe al Republicii Kosovo, Petrit Selimi, a declarat pentru emisiunea suedeză Korrespondenterna că este de părere că statul va obține statutul de membru EBU în timp pentru ediția din 2014.[51][52] Totuși, Uniunea Internațională de Telecomunicații încă nu recunoaște Kosovo drept stat independent, iar acesta este un criteriu ce trebuie îndeplinit pentru statutul de membru deplin.[53]
- Liechtenstein: 1FLTV a anunțat că nu are, momentan, planuri sa se alăture EBU. Din aceasta cauză, Liechtenstein nu va putea participa la concurs în 2014.[54]

## Comentatori
| Țară          | Comentatori                       | Post        |    |    |   |  |
| ------------- | --------------------------------- | ----------- | -- | -- | - |  |
| Belgia        | Jean-Louis Lahaye                 | La Une      |    |    |   |  |
| Belgia        | één                               |             |    |    |   |  |
| Franța        |                                   | France Ô    |    |    |   |  |
| Franța        | Cyril Féraud și Natasha St-Pierre | France 3    |    |    |   |  |
| Italia        |                                   | Rai 4       |    |    |   |  |
| Italia        | Rai 2                             |             |    |    |   |  |
| Polonia       |                                   | TVP         |    |    |   |  |
| Țările de Jos | Cornald Maas și Jan Smit          | Nederland 1 |    |    |   |  |
| Țară          | Comentatori                       | Post        | S1 | S2 | F |  |